# Ashton, Idaho
Ashton är en ort i Fremont County i den amerikanska delstaten Idaho. Orten fick sitt namn efter järnvägsingenjören William Ashton. Orten hade 1 127 invånare enligt 2010 års folkräkning.